# MBNL1
MBNL1‏ (Muscleblind like splicing regulator 1) هوَ بروتين يُشَفر بواسطة جين MBNL1 في الإنسان.